# Te-tid på kanten af Sahara
|  | Denne artikel er oprettet af botten PalnaBot ud fra en ekstern database. Den kan derfor have sproglige fejl eller mangler. Denne skabelon kan fjernes efter kontrol af indholdet. |

Te-tid på kanten af Sahara er en film instrueret af Signe Fischer Smidt, Ida Krogh Mikkelsen.

## Handling
Teen spiller en hel central rolle for tuaregerne, som lever på kanten af Sahara. Der er faste ceremonier omkring brygning og drikning af te. Det koster en bøde at bryde reglerne. Filmen tager os med ud i det tørre og varme landskab, og lader tre landsbybeboere fortælle om teen.